# Alice Wheeldon

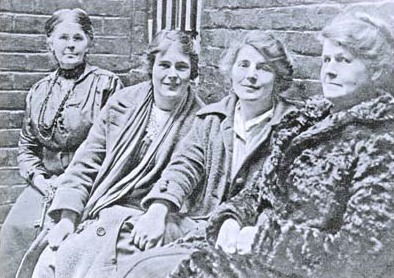
På polisstationen i Derby i januari 1917. Från vänster: en vakt, Hettie Wheeldon, Winnie Mason och Alice Wheeldon.

Alice Ann Wheeldon, född 27 januari 1866 i Derby i England, död 21 februari 1919 i samma stad, var en brittisk suffragett, socialist och fredsaktivist. Hon dömdes i en manipulerad rättegång till 10 års straffarbete för konspiration att mörda premiärministern med en giftpil.

## Biografi
År 1886 gifte hon sig med William Wheeldon, paret hade fyra barn.
Under första världskriget gick Wheeldon med i Women's Social and Political Union.
Den 31 augusti 1916 dömdes sonen William Wheeldon till en månads fängelse för att ha försökt hindra polisen att flytta fem vapenvägrare från fängelset till järnvägsstationen.
Alice Wheeldon dömdes 1917 till fängelse för konspiration att mörda premiärminister David Lloyd George. Wheeldons dotter Winnie och svärson Alfred Mason dömdes också till fängelse i rättegången. Åtminstone en del av bevisen har i efterhand påståtts att ha producerats på uppdrag av regeringen i syfte att misskreditera fredsrörelsen.
Den 31 december 1917 släpptes Wheeldon från fängelset i förtid, på grund av dålig hälsa. Hon dog av influensa den 21 februari 1919.
Sheila Rowbothams pjäs (1980) och senare bok (Pluto Press, 1986) Friends of Alice Wheeldon handlar om Wheeldons liv och rättegång. En andra utgåva publicerades 2015.